# Eddinghausen
Eddinghausen ist ein Ortsteil der Kleinstadt Gronau (Leine) im Landkreis Hildesheim in Niedersachsen.

## Geografie
Eddinghausen befindet sich östlich von Elze zwischen den Naturparks Weserbergland und Harz. Es liegt an der Westflanke des Hildesheimer Waldes.
In nördlicher Richtung außerhalb des Orts befinden sich die Reste einer alten Ringwallanlage, der Beusterburg.

## Eingemeindungen
Am 1. März 1974 wurden die Gemeinden Eddinghausen und Haus Escherde in die Gemeinde Betheln eingegliedert.
Zum 1. November 2016 wurde wiederum Betheln mit vier anderen Gemeinden nach Gronau (Leine) eingemeindet.

## Politik

### Stadtrat und Bürgermeister
Seit dem 1. November 2016 wird Eddinghausen auf kommunaler Ebene vom Rat der Stadt Gronau (Leine) vertreten.

### Wappen
Der Gemeinde wurde das Ortswappen am 22. Mai 1938 durch den Oberpräsidenten der Provinz Hannover verliehen. Der Landrat aus Alfeld überreichte es am 14. November desselben Jahres.
| Wappen von Eddinghausen | Blasonierung: „Auf goldenem Schild drei vierblättrige grüne Kleeblätter aus einem Schaft hervorwachsend, von denen das mittlere die seitlichen überhöht.“ |
| Wappen von Eddinghausen | Wappenbegründung: Die kleine Gemeinde Eddinghausen setzte sich aus vier Vollmeiern, vier Köthnern und vier Handwerkern zusammen. Jeder Stand ist durch eins der Kleeblätter im Wappen vertreten. Das Wappensymbol ist vom Stellmachermeister Stuke, Eddinghausen, erdacht und durch Bürgermeister und Gemeindevertretung einstimmig erkoren. |